# Унгарски орден за заслуги
Системата за отличия Унгарски орден за заслуги, свързана с фалеристиката, е създадена през 1991 г. под името Орден за заслуги на Република Унгария и от 1991 до 2011 г. е най-високото отличие, което може да бъде връчено от унгарската държава.

## История
Наградата се връчва на местни или чуждестранни граждани с голям принос за напредъка на интересите на Унгария.
Орденът за заслуги, включително и връчваната само на чуждестранни държавни глави степен Голям кръст с верига, има шест степени, докато Кръстът за заслуги има три степени. Президентът на Унгария е носител на Големия кръст с верига през целия си живот.
За синхронизираната подготовка на присъждането на Ордена, правителството създава Комисия за награди (по-долу: Комисия).
Само член на правителството може да прави предложение за връчване на Ордена. Доколкото друг държавен ръководител, държавен служител, организация или институция направи предложение, то трябва да се отнесе към председателя на Комисията или към компетентния министър.

## Степени на унгарския Орден за заслуги
- Голям кръст на унгарския Орден за заслуги (военен)
- Голям кръст с верига
- Голям кръст
- Среден кръст със звезда
- Среден кръст
- Офицерски кръст
- Рицарски кръст